# 第3師団 (イギリス軍)
第3師団（だい3しだん、英語: 3rd (United Kingdom) Division）は、イギリス陸軍の師団のひとつ。ウィルトシャーブルフォードのブルフォード・キャンプに司令部を置く。

## 編制

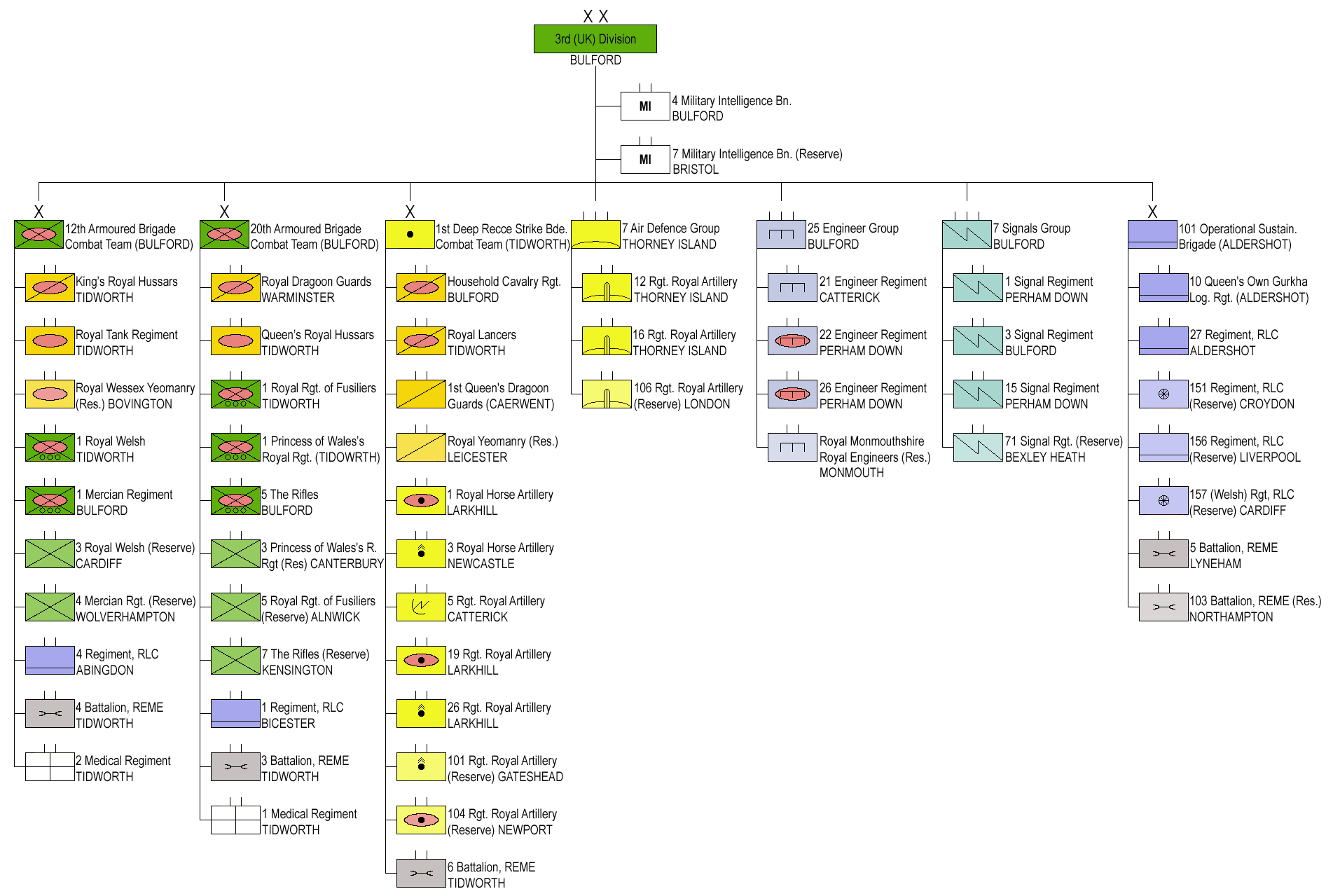
フューチャーソルジャーでの編制図

2021年に発表された「フューチャーソルジャー」に基づく再編後の編制は以下のとおりとなり、隷下に2個装甲旅団戦闘団、1個深部偵察打撃旅団戦闘団、1個作戦維持旅団を置く。
- 師団直轄部隊
  - 第4軍事情報大隊（英語版）（ウィルトシャー・ブルフォード：ブルフォード・キャンプ）
  - 第7軍事情報大隊（ブリストル）
- 第12装甲旅団戦闘団（英語版）（ウィルトシャー・ブルフォード：ブルフォード・キャンプ）
  - キングス・ロイヤル・ハサーズ（英語版）（ウィルトシャー・ティッドワース（英語版）：ティッドワース・キャンプ（英語版））
  - 王立戦車連隊（英語版）（ウィルトシャー・ティッドワース：ティッドワース・キャンプ）
  - ロイヤル・ウェセックス・ヨーマンリー（英語版）（ドーセット・ドーチェスター：ボビントン・キャンプ（英語版））
  - マーシアン連隊第1大隊（英語版）（ウィルトシャー・ブルフォード：ブルフォード・キャンプ）
  - マーシアン連隊第4大隊（ウェスト・ミッドランズ・ウルヴァーハンプトン）
  - ロイヤル・ウェルシュ第1大隊（英語版）（ウィルトシャー・ティッドワース：ティッドワース・キャンプ）
  - ロイヤル・ウェルシュ第3大隊（カーディフ：メインディ兵営（英語版））
  - 第4兵站連隊（英語版）（オックスフォードシャー・アビンドン＝オン＝テムズ：ダルトン兵営（英語版））
  - 第4装甲近接支援大隊（英語版）（ウィルトシャー・ティッドワース：ティッドワース・キャンプ）
  - 第2衛生連隊（英語版）（ウィルトシャー・ティッドワース：ティッドワース・キャンプ）
- 第20装甲旅団戦闘団（英語版）（ウィルトシャー・ブルフォード：ブルフォード・キャンプ）
  - ロイヤル・ドラグーン・ガーズ（英語版）（ウィルトシャー・ウォーミンスター：バトルズベリー兵営（英語版））
  - クイーンズ・ロイヤル・ハサーズ（英語版）（ウィルトシャー・ティッドワース：ティッドワース・キャンプ）
  - ロイヤル・フュージリアーズ連隊第1大隊（ウィルトシャー・ティッドワース：ティッドワース・キャンプ）
  - ロイヤル・フュージリアーズ連隊第5大隊（ノーサンバーランド・アニック）
  - ザ・ライフルズ第5大隊（英語版）（ウィルトシャー・ブルフォード：ブルフォード・キャンプ）
  - ザ・ライフルズ第7大隊（英語版）（ロンドン・ケンジントン：イヴェルナ・ガーデンズ・ドリルホール（英語版））
  - プリンセス・オブ・ウェールズ・ロイヤル連隊第1大隊（英語版）（アクロティリおよびデケリア：エピスコピ駐屯地）
  - プリンセス・オブ・ウェールズ・ロイヤル連隊第3大隊（ケント・カンタベリー）
  - 第3装甲近接支援大隊（英語版）（ウィルトシャー・ティッドワース：ティッドワース・キャンプ）
  - 第1衛生連隊（英語版）（ウィルトシャー・ティッドワース：ティッドワース・キャンプ）
  - 第1兵站連隊（英語版）（オックスフォードシャー・ビスター（英語版）：ビスター兵営（英語版））
- 第1深部偵察打撃旅団戦闘団（英語版）（ウィルトシャー・ティッドワース：ティッドワース・キャンプ）
  - 王室騎兵連隊（英語版）（ウィルトシャー・ブルフォード：ブルフォード・キャンプ）
  - 第1クイーンズ・ドラグーンガーズ（英語版）（ノーフォーク・スワントン・モーリー（英語版）：ロバートソン兵営（英語版））
  - ロイヤル・ランサーズ（英語版）（ノース・ヨークシャー・リッチモンド（英語版）：キャタリック駐屯地（英語版））
  - ロイヤル・ヨーマンリー（英語版）（レスターシャー・レスター）
  - 第1王立騎馬砲兵連隊（英語版）（ウィルトシャー・デュリントン（英語版）：ラークヒル駐屯地）
  - 第3王立騎馬砲兵連隊（英語版）（ノーサンバーランド・スタンフォーダム（英語版）；アルベマール兵営（英語版））
  - 王立第5砲兵連隊（英語版）（ノースヨークシャー・リッチモンド：キャタリック駐屯地）
  - 王立第19砲兵連隊（英語版）（ウィルトシャー・デュリントン：ラークヒル駐屯地）
  - 王立第26砲兵連隊（英語版）（ウィルトシャー・デュリントン：ラークヒル駐屯地）
  - 王立第101砲兵連隊（英語版）（タイン・アンド・ウィア・ゲーツヘッド）
  - 王立第104砲兵連隊（英語版）（ウェールズ・ニューポート：ラグラン兵営（英語版））
  - 第6装甲近接支援大隊（英語版）（ウィルトシャー・ティッドワース：ティッドワース・キャンプ）
- 第7防空群（英語版）（ウェスト・サセックス・ソーニー島（英語版）：ベイカー兵営（英語版））
  - 王立第12砲兵連隊（英語版）（ウェスト・サセックス・ソーニー島：ベイカー兵営）
  - 王立第16砲兵連隊（英語版）（ウェスト・サセックス・ソーニー島：ベイカー兵営）
  - 王立第106砲兵連隊（英語版）（ロンドン・ルイシャム区）
- 第25工兵群（英語版）（ウィルトシャー・ブルフォード：ブルフォード・キャンプ）
  - 第21工兵連隊（英語版）（ノース・ヨークシャー・リポン：クラロ兵営（英語版））
  - 第22工兵連隊（英語版）（ウィルトシャー・パーハム・ダウン（英語版）：スウィントン兵営（英語版））
  - 第26工兵連隊（英語版）（ウィルトシャー・パーハム・ダウン：スウィントン兵営）
  - ロイヤル・モンマスシャー王立工兵連隊（英語版）（モンマスシャー・モンマス：モンマス城）
- 第101作戦維持旅団（英語版）（ハンプシャー・オールダーショット：オールダーショット駐屯地（英語版））
  - 第10クイーンズ・オウン・グルカ兵站連隊（英語版）（ハンプシャー・オールダーショット：ゲイル兵営）
  - 第27兵站連隊（英語版）（ハンプシャー・オールダーショット：オールダーショット駐屯地）
  - 第151兵站連隊（英語版）（ロンドン・クロイドン区）
  - 第156兵站連隊（英語版）（マージーサイド・リヴァプール）
  - 第157兵站連隊（英語版）（カーディフ：メインディ兵営）
  - 第5部隊支援大隊（英語版）（ウィルトシャー・リネハム（英語版）：リネハム国防省施設（英語版））
  - 第103部隊支援大隊（ノーサンプトンシャー・ノーサンプトン）
- 第7通信群（英語版）（ウィルトシャー・ブルフォード：ブルフォード・キャンプ）
  - 第1通信連隊（英語版）（ウィルトシャー・パーハム・ダウン：スウィントン兵営）
  - 第3通信連隊（英語版）（ウィルトシャー・ブルフォード：ブルフォード・キャンプ）
  - 第15通信連隊（英語版）（ウィルトシャー・パーハム・ダウン：スウィントン兵営）
  - 第71ヨーマンリー通信連隊（英語版）（ロンドン・ベクスリー区）